# Dwulistnik pszczeli

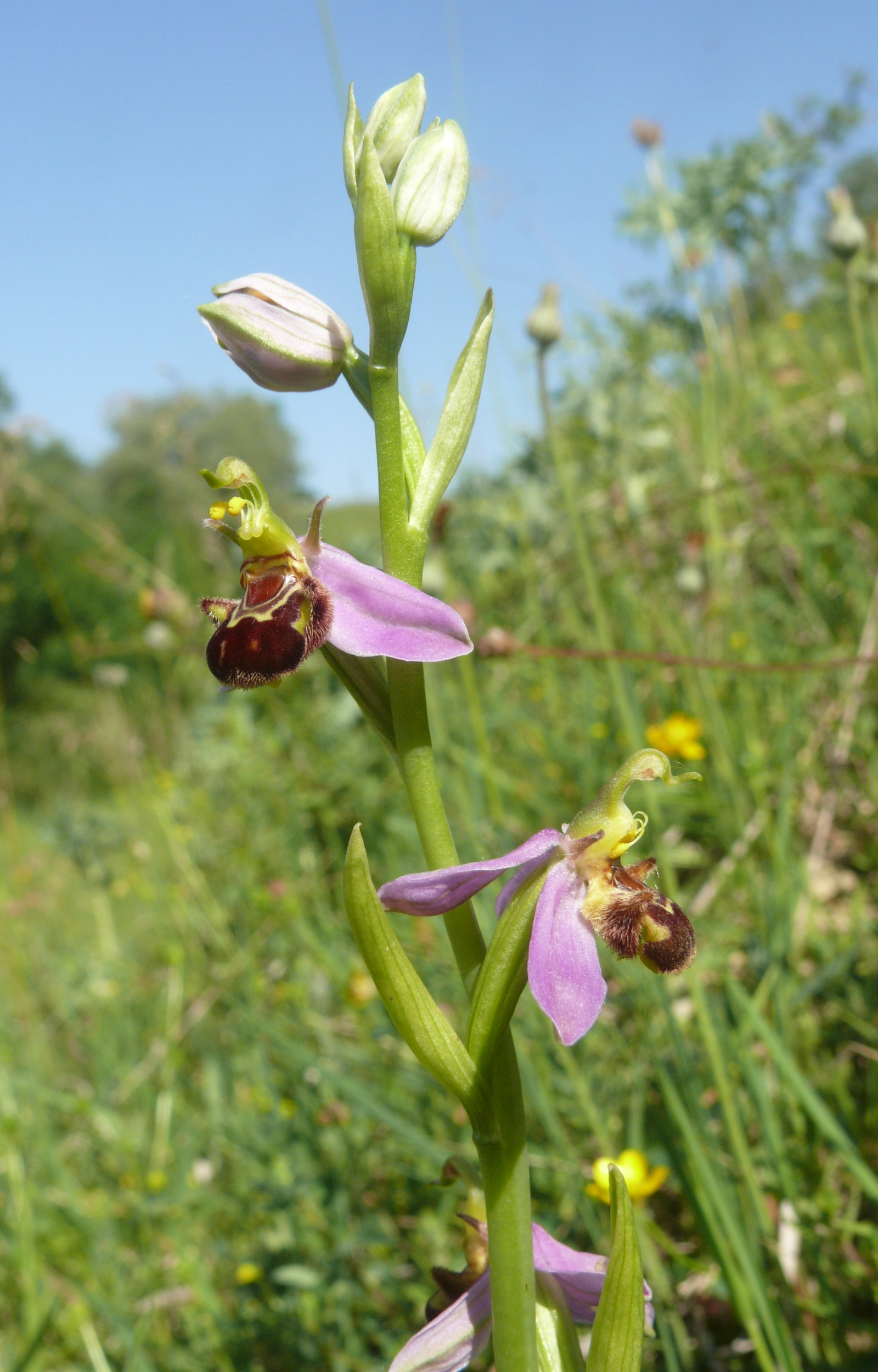
Pęd kwiatostanowy

Dwulistnik pszczeli (Ophrys apifera L.) – gatunek roślin z rodziny storczykowatych (Orchidaceae). Zasięg atlantycko-śródziemnomorski, obejmujący obszary w Europie po Irlandię i Niemcy na północy oraz Krym, Kaukaz i północny Iran na wschodzie. W Polsce w 2010 roku odkryto po raz pierwszy populację na terenie Górnego Śląska, a dekadę później w Sudetach.

## Rozmieszczenie geograficzne
Gatunek występuje w Europie południowej i zachodniej, a także na Bliskim Wschodzie i w Afryce Północnej. W Polsce do 2010 roku nie był notowany. Pierwsze jego stanowisko odkryto w województwie śląskim, w nieczynnym kamieniołomie w okolicach miasta Imielin. Podejrzewa się, że gatunek dostał się przez Bramę Morawską, gdzie na Słowacji i w Czechach występują najbliższe Polsce stanowiska tego taksonu. O odkryciu kolejnego znajdującego się w Górach Kaczawskich powiadomiono w 2020.

## Biologia i ekologia
Bylina, geofit. Zapylana jest przez błonkówki, nierzadko dochodzi do samozapylenia. Kwitnie od marca do czerwca. Na polskim stanowisku od połowy maja do czerwca.
Rośnie przede wszystkim na terenach otwartych, silnie nasłonecznionych i suchych. Głównie murawy kserotermiczne, niskie łąki i śródziemnomorskie makie, rzadziej widne lasy liściaste i iglaste. Zawsze na glebach wapiennych.

## Zagrożenia i ochrona
W Polsce gatunek nie ujęty na liście gatunków rodzimych, ze względu na brak wcześniejszych danych o występowaniu na terenie kraju. Uznawany jest za gatunek obcy, potwierdzony dotychczas na jednym stanowisku. Został umieszczony na polskiej czerwonej liście w kategorii CR (krytycznie zagrożony).
Na wniosek Centrum Dziedzictwa Przyrody Górnego Śląska zarządzeniem nr 29/2017 Regionalnego Dyrektora Ochrony Środowiska w Katowicach z dn. 31 października 2017 r. (Dz. Urz. Woj. Śl. z dn. 6 listopada 2017 r., poz. 5845) na terenie woj. śląskiego gatunek został objęty na 5 lat ochroną gatunkową.